# Лісакович Віктор Петрович
Віктор Петрович Лісакович (*6 серпня 1937, Рига, Латвія) — режисер і сценарист документального кіно. Керівник майстерні, зав. кафедрою неігрового кіно у ВДІКу, професор.

## Біографія
Творча біографія Лісаковича почалася в 1954, коли він був прийнятий на посаду асистента оператора Ризької кіностудії. У 1962 почав працювати режисером на Центральній студії документальних фільмів.
Будучи студентом ВДІКу (майстерня Арші Ованесової і Леоніда Крісті), зняв свої перші фільми: «Лютий. Саяні», «Його звали Федір», «Здрастуйте, Нетте!»
Окремою віхою стоїть перша після отримання диплома картина Лісаковича «Катюша» (1964). За словами режисера Рустама Маміна, цією стрічкою вчорашній випускник інституту кінематографії «ніби прорвав греблю в документальному кіно — настільки він був органічний, щирий, зі справжньою — живою і приголомшливою — героїнею». Кінокритик Людмила Джулай в книзі «Документальний ілюзіон» констатує, що в історії кіно Лісакович залишиться насамперед як автор «Катюші».
У наступні роки, працюючи в творчому об'єднанні «Екран» Держтелерадіо СССР, Лісакович зняв десятки фільмів. Сценарист Віктор Листов згадує, що Лісакович глибоко вникав в літературні тексти і прагнув побачити майбутню картину «очима драматурга». Інший сценарист, Олександр Руднєв, характеризує Лісаковича як режисера, здатного «перетворювати документ в художнє видовище».
З 1981 Віктор Лісакович керує майстернею і завідує кафедрою неігрового кіно у ВДІКу.
| “                   | Наш колишній кінематограф був занадто пропагандистським. Шкода, що після ВДІКу виховання молодих авторів фактично припиняється, обривається. Через відсутність реальної потреби в документалістах наші випускники кудись пропадають. <...> Знижуючи професійний рівень, ТВ може дійти до саморуйнування. А адже воно може бути і мистецтвом. У тому числі мистецтвом документального кіно. | ” |
| —- Віктор Лисакович | |   |

## Фільмографія
| Рік  |   | Українська назва                                                  | Оригінальна назва                          | Роль |
| ---- | - | ----------------------------------------------------------------- | ------------------------------------------ | ---- |
| 1962 | ф | «Осінь надії»                                                     | режисер                                    |      |
| 1962 | ф | «Февраль. Саяни»                                                  | режисер                                    |      |
| 1963 | ф | «Його звали Федір»                                                | режисер                                    |      |
| 1963 | ф | «Здрастуй, Нетте!»                                                | Режисер                                    |      |
| 1964 | ф | « Катюша»                                                         | режисер                                    |      |
| 1965 | ф | «Всього одне життя»                                               | режисер                                    |      |
| 1966 | ф | «Леонід Енгибаров - знайомтеся!»                                  | Режисер                                    |      |
| 1967 | ф | «Згадуючи Чкалова»                                                | режисер                                    |      |
| 1967 | ф | «Гімнастерки і фрак»                                              | режисер                                    |      |
| 1971 | ф | «Америка. Осінь 1971 рік »                                        | режисер                                    |      |
| 1971 | ф | «Час Ірландії»                                                    | режисер                                    |      |
| 1972 | ф | «Тумани Британії»                                                 | режисер                                    |      |
| 1973 | ф | «Барви Індії»                                                     | режисер                                    |      |
| 1973 | ф | «Програма світу в дії»                                            | режисер                                    |      |
| 1974 | ф | «Твої сини, Греція»                                               | режисер                                    |      |
| 1976 | ф | «Розкажи про будинок своєму»                                      | режисер                                    |      |
| 1977 | ф | «Хемінгуей живе в Гавані»                                         | режисер, сценарист                         |      |
| 1978 | ф | «У Львів, що не на екскурсію»                                     | режисер, сценарист                         |      |
| 1981 | ф | «Париж. Чому Маяковський»                                         | режисер                                    |      |
| 1988 | ф | «Товариш американський мільйонер»                                 | режисер                                    |      |
| 1993 | ф | «Слава Зайцев. Мрії і доля »                                      | режисер                                    |      |
| 1996 | ф | «Постріл в театрі (Вбивство Петра Столипіна)»                     | режисер, сценарист                         |      |
| 1996 | ф | «Каінов' дим»                                                     | режисер, сценарист                         |      |
| 1998 | ф | «Таємниця Московського модерну»                                   | режисер, сценарист                         |      |
| 2000 | ф | «Московські таємниці: З глибини»                                  | режисер, сценарист (спільно з В. Листовим) |      |
| 2001 | ф | «Московські таємниці: Микола Петрович Шереметєв»                  | режисер, сценарист (спільно з В. Листовим) |      |
| 2002 | ф | «Русское кино. 20 століття: Кіно 1911 року »                      | режисер                                    |      |
| 2004 | ф | «Велика перемога. Народна пам'ять: Дитинство серед війни »        | режисер                                    |      |
| 2006 | ф | «З Романом Карменом ... Мандрівка в молодість»                    | режисер, сценарист                         |      |
| 2008 | ф | «Анастасія»                                                       | режисер                                    |      |
| 2013 | ф | «Висока ставка», «Ми не підписували договори в Версалі» (дилогія) | режисер                                    |      |